# Nir Yitzhak
Nir Yitzhak (en hebreo: נִיר יִצְחָק‎, en árabe: نير اسحاق‎) es un kibutz en el suroeste de Israel, en la zona noroeste del desierto del Néguev. Situado entre Hevel Shalom y Hevel Eshkol, es dependiente del Concejo Regional Eshkol. En 2021 tenía una población de 649 habitantes.
El kibutz se fundó el 8 de diciembre de 1949 y, al igual que Mashabei Sadeh, lleva el nombre del comandante del Palmaj Yitzhak Sadeh. Se estableció en el punto donde estuvo Nirim hasta después de la guerra árabe-israelí de 1948. Sus fundadores fueron miembros del undécimo núcleo de Hashomer Hatzair. La mayoría de ellos estaban a favor de la línea más izquierdista de Mapam, que entre otras cosas justificó las acusaciones de los comunistas en los juicios de Praga. A principios de la década de 1950 se unieron inmigrantes procedentes de Bulgaria, Rumania y Argentina.
El kibutz acoge el programa Garin Tzabar, un marco para judíos no israelíes que se presentan voluntarios para servir en las Fuerzas de Defensa de Israel. Shahen Agriculture Co. es una empresa de producción de cultivos de campo propiedad conjunta de los kibutz Nir Yitzhak y Kerem Shalom.
El 7 de octubre de 2023, como parte de un ataque sorpresa contra Israel, militantes de Hamás atacaron el kibutz y secuestraron a miembros del mismo para llevarlos a Gaza.

## Economía
Las principales ramas de la economía incluyen cultivos agrícolas: patatas, zanahorias, cacahuete, tubérculos, rábanos y trigo. En el kibutz hay una planta industrial: "Kimada", una planta de química fina para la industria farmacéutica.
Tratándose de un asentamiento agrícola o de un asentamiento en zona de desarrollo, los trabajadores que trasladen su lugar de residencia al asentamiento y vivan allí durante al menos seis meses consecutivos, se benefician de que si renuncian a su trabajo con ese fin, la renuncia será considerado un despido para ellos. Al ser una de las localidades que rodean Gaza, sus residentes reciben un crédito fiscal sobre la renta de conformidad con el artículo 11 de la Ordenanza sobre el impuesto sobre la renta.